# Rampelys
Rampelys er en film instrueret af Charlie Chaplin fra 1952. Filmen handler som sædvanligt om vagabonden Charlie Chaplin som bliver udsat for komiske ting og sager.

## Medvirkende
- Charles Chaplin som Calvero
- Claire Bloom som Thereza
- Nigel Bruce som Postant
- Buster Keaton som Calveros partner
- Sydney Chaplin som Neville
- Norman Lloyd som Bodalink
- Marjorie Bennett som Fru Alsop
- Wheeler Dryden som Therezas læge
- Andre Eglevsky som Danser
- Melissa Hayden som Danser